# پارک یادبود آریسوگاوا-نومیا
پارک یادبود آریسوگاوا-نومیا (به ژاپنی: 有栖川宮記念公園) یکی از پارک‌های  توکیو پایتخت ژاپن است.

## رسیدن به پارک
- متروی توکیو، خط هیبیا، ایستگاه هیرواوئه 広尾駅) H 03) از ایستگاه تا پارک ۳ دقیقه پیاده فاصله است.[۱]

## نگارخانه

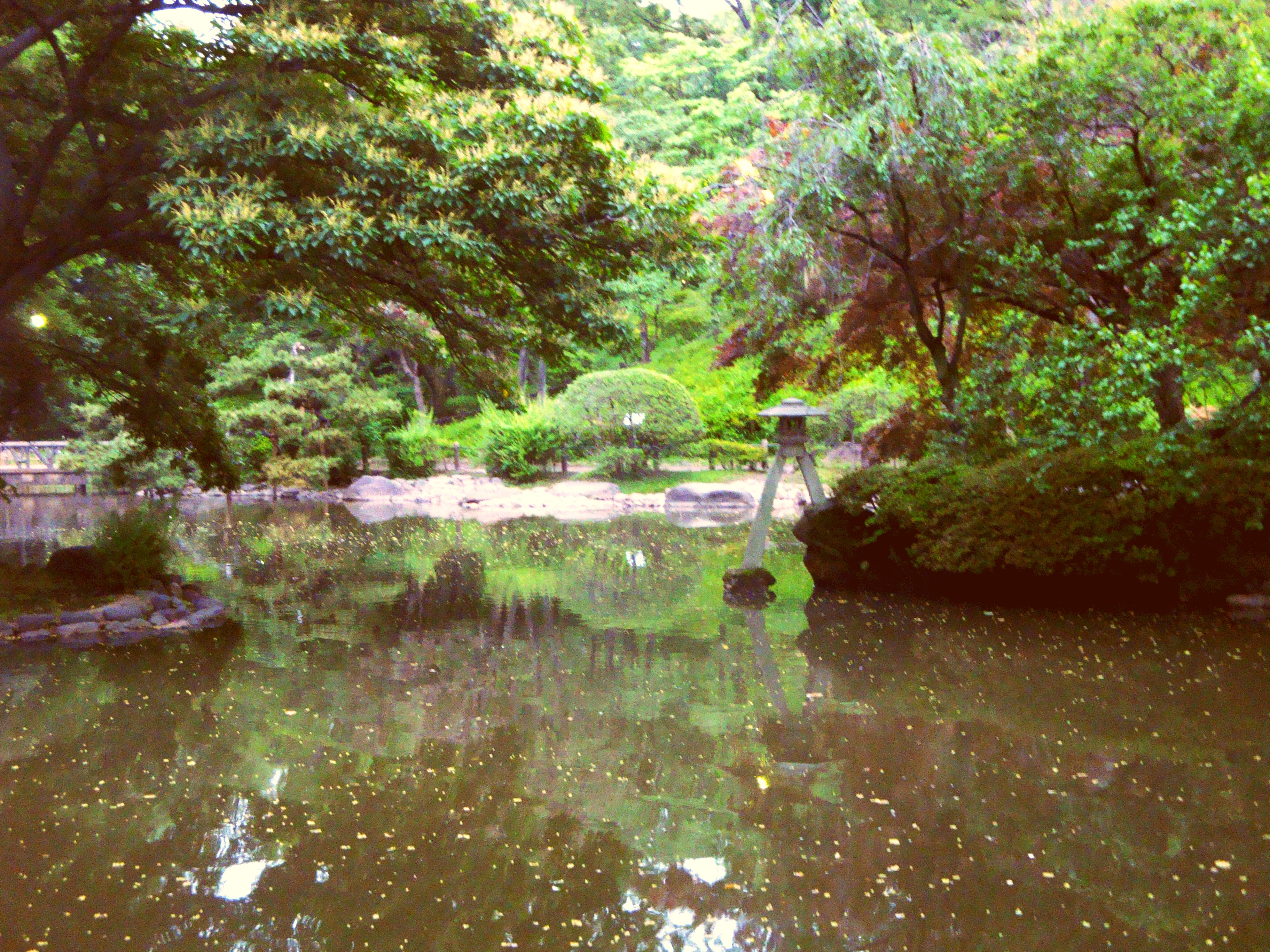
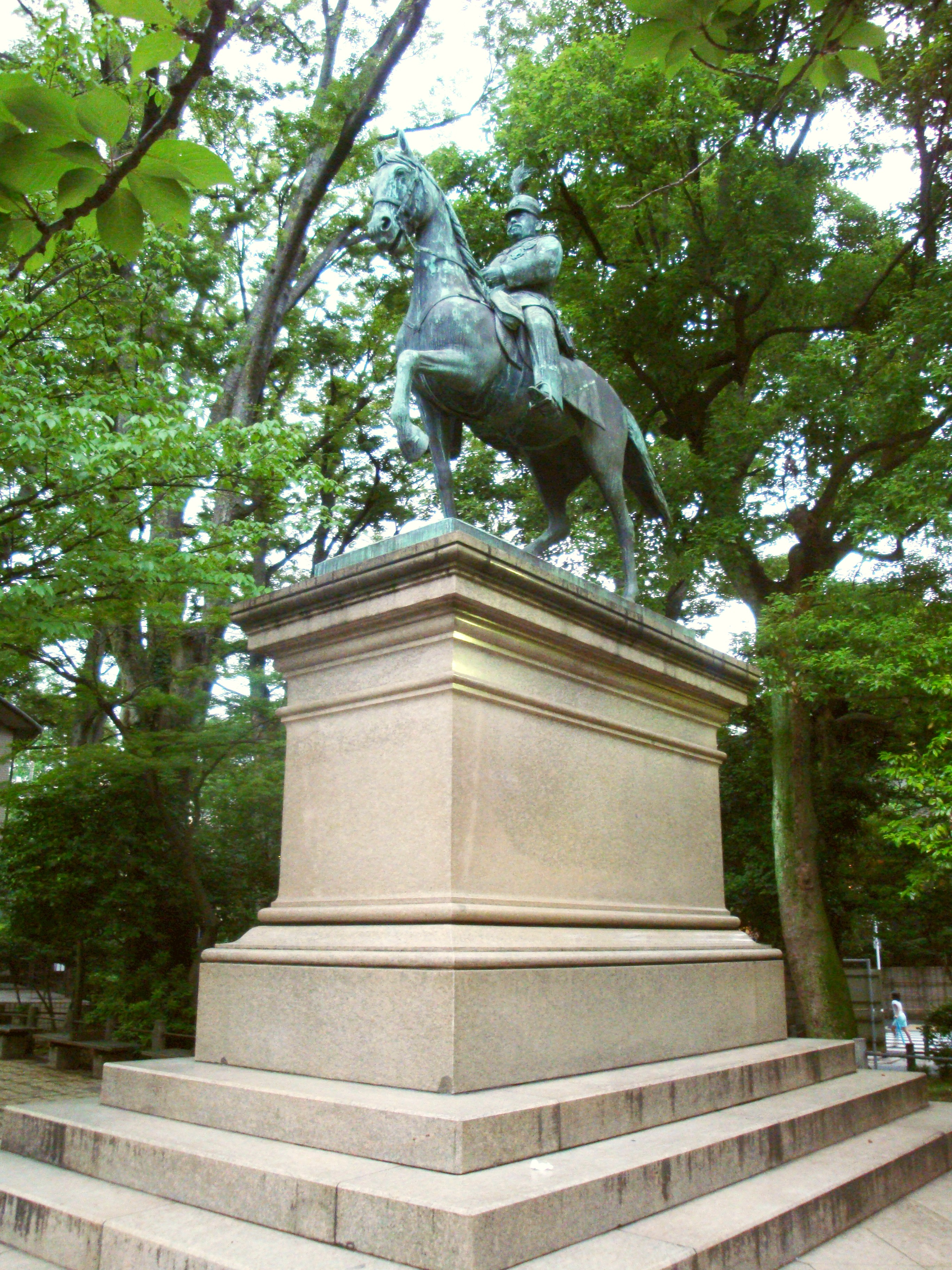
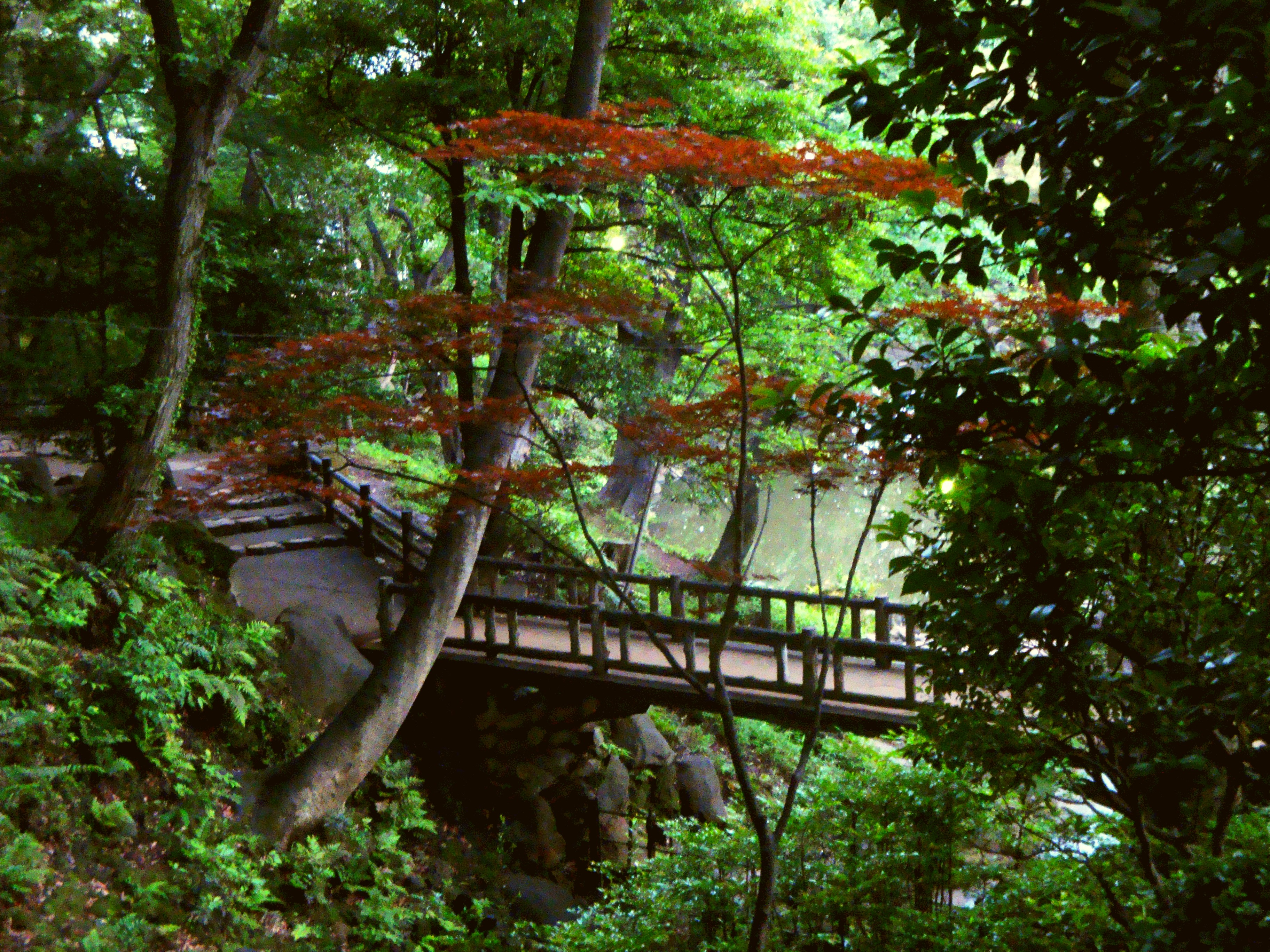
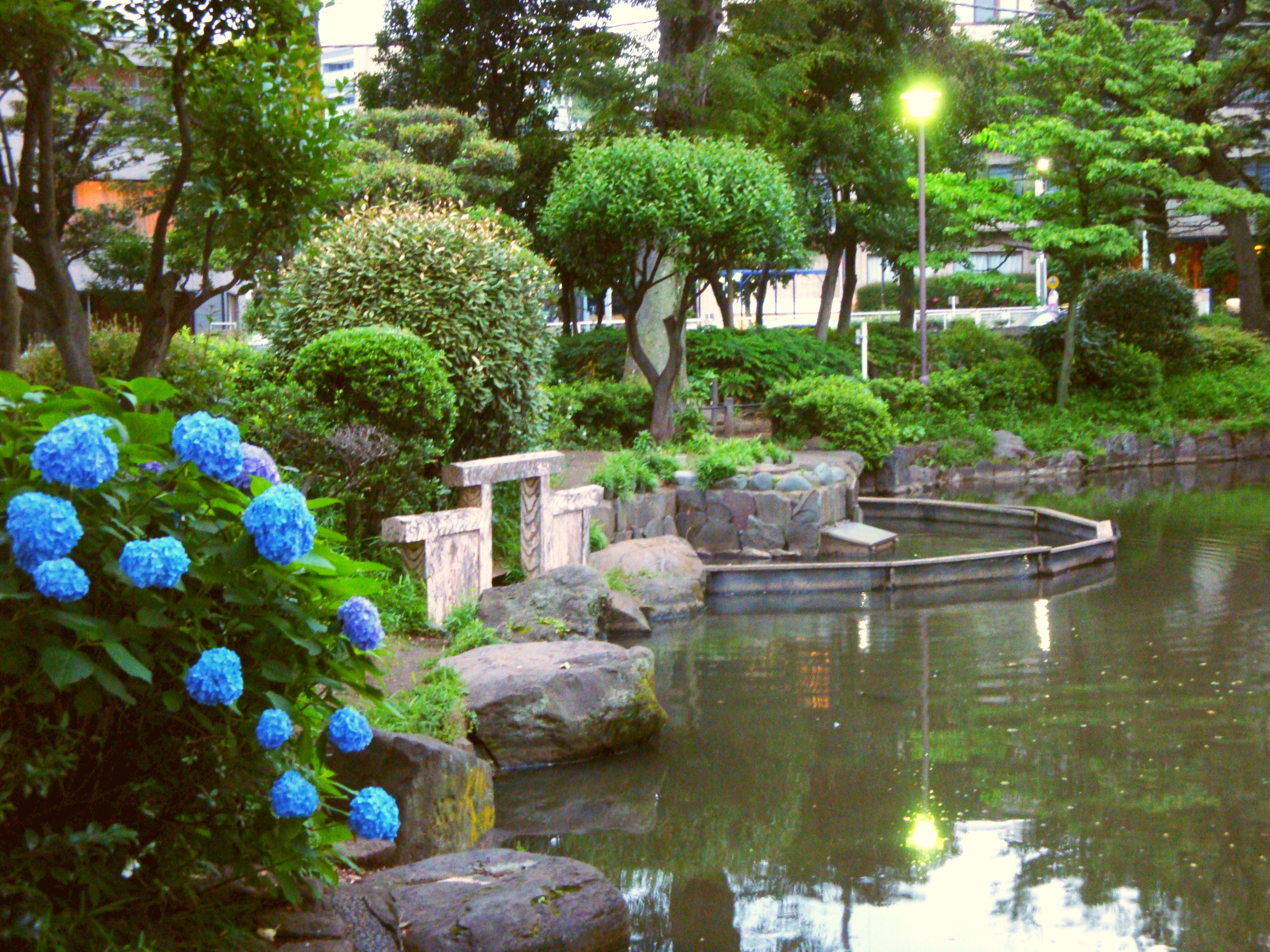